# Höst i New England

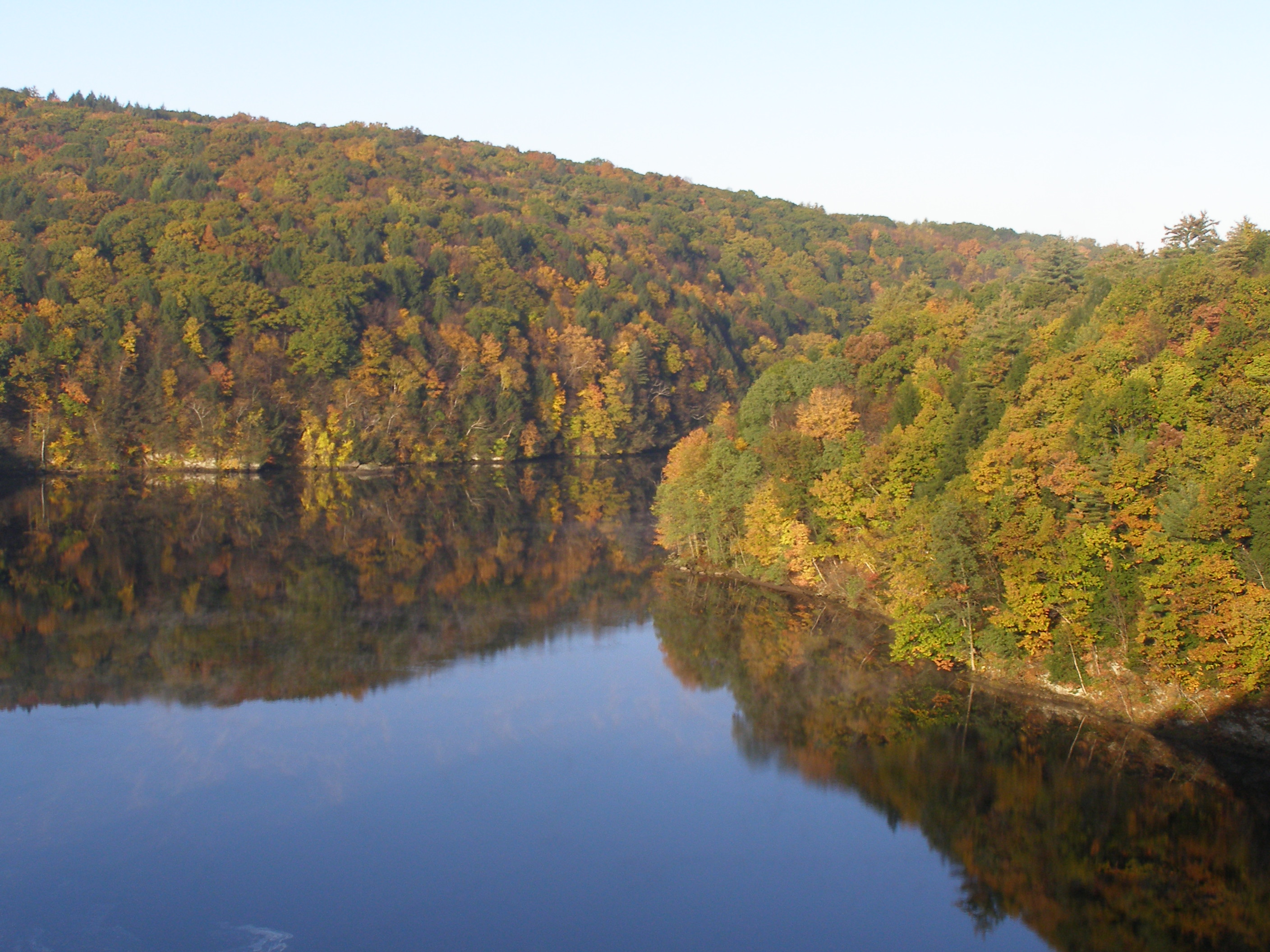
Hösten 2009 i Massachusetts.

Höst i New England markerar övergången från sommar till vinter i New England i USA. Hösten i New England har blivit väldigt berömd internationellt, och drar flera turister varje år. Vandring har blivit populärt bland turisterna.
Många menar att naturlandskapet tillsammans med människobyggda saker (som ladugårdar, kyrkobyggnader, bondgårdarnas bostadshus och byar) som gör området så speciellt.

## Naturförändringar
Många september- och oktoberdagar är soliga och varma (för att vara om hösten) vilket blandas med kyliga nätter. När temperaturen sjunker förändras lövens färger, och en kylig natt kan förändra mycket inom några timmar.
Medan förändringarna börjar i Ontario, Quebec och Atlantiska Kanada i mitten av september, sprider de sig sedan till New England.
Kulmen antas vara omöjlig att räkna ut. Lövturism har blivit populärt.
Även kustlandskapets förändring om hösten tilldrar uppmärksamhet.

## Populärkultur
Temat har också blivit vanligt i amerikansk populärkultur, då många fiktiva berättelser utspelar sig i New England om hösten.

### Fotnoter
1. ↑  ”New England Fall Foliage” (på engelska). Discover New England. Arkiverad från originalet den 22 september 2014. https://web.archive.org/web/20140922175159/http://www.discovernewengland.org/seasons/fall/#. Läst 16 september 2014.
2. ↑  ”When autumn leaves fall” (på engelska). CNN. 12 oktober 2012. http://edition.cnn.com/2012/09/21/travel/fall-leaf-peeping-autumn/. Läst 16 september 2014.
3. ↑  ”Walking & Hiking” (på engelska). Discover New England. Arkiverad från originalet den 27 september 2015. https://web.archive.org/web/20150927044134/http://discovernewengland.org/things-do/walking-hiking. Läst 26 september 2015.
4. 1 2 3 4 5  By Paul Wade och Kathy Arnol (16 september 2014). ”New England in the Fall: Trip of a Lifetime” (på engelska). Telegraph. http://www.telegraph.co.uk/travel/activityandadventure/9590099/New-England-in-the-Fall-Trip-of-a-Lifetime.html. Läst 26 september 2015.
5. ↑  Paul Wade och Kathy Arnold (4 oktober 2016). ”Everything you need to know about visiting New England in the Fall” (på engelska). Telegraph. http://www.telegraph.co.uk/travel/destinations/north-america/united-states/articles/New-England-in-the-Fall-Trip-of-a-Lifetime/. Läst 29 augusti 2017.
6. ↑  Andrea Greb (7 september 2014). ”Fall in Love” (på engelska). Hellogiggles. http://hellogiggles.com/movies-autumn-supporting-character. Läst 16 september 2014.